# Enzim aktiviranja format-C-acetiltransferaze
Enzim aktiviranja format--acetiltransferaze (EC 1.97.1.4, PFL aktivaza, PFL-glicin:S-adenozil--metionin H transferaza (flavodoksin-oksidacija, S-adenozil--metionin-razlaganje), aktivirajući enzim format acetiltransferaze, format acetiltransferaza-glicin dihidroflavodoksin:-adenozil--metionin oksidoreduktaza (-adenozil--metionin razlaganje)) je enzim sa sistematskim imenom (format C-acetiltransferaza)-glicin dihidroflavodoksin:-adenozil--metionin oksidoreduktaza (-adenozil--metionin razlaganje). Ovaj enzim katalizuje sledeću hemijsku reakciju
-adenozil--metionin + dihidroflavodoksin + [format C-acetiltransferaza]-glicin {\displaystyle \rightleftharpoons } 5'-dezoksiadenozin + L-metionin + flavodoksin semihinon + [format C-acetiltransferaza]-glicin-2-il radical
Ovaj enzim je gvožđe-sumporni protein.

## Literatura
- Nicholas C. Price; Lewis Stevens (1999). Fundamentals of Enzymology: The Cell and Molecular Biology of Catalytic Proteins (Third изд.). USA: Oxford University Press. ISBN 019850229X.
- Eric J. Toone (2006). Advances in Enzymology and Related Areas of Molecular Biology, Protein Evolution (Volume 75 изд.). Wiley-Interscience. ISBN 0471205036.
- Branden C; Tooze J. Introduction to Protein Structure. New York, NY: Garland Publishing. ISBN 0-8153-2305-0.
- Irwin H. Segel. Enzyme Kinetics: Behavior and Analysis of Rapid Equilibrium and Steady-State Enzyme Systems (Book 44 изд.). Wiley Classics Library. ISBN 0471303097.

## Spoljašnje veze
- (formate-C-acetyltransferase)-activating+enzyme на 